# Aeroporto Regional de Alegrete
O Aeroporto Regional de Alegrete - Gaudêncio Machado Ramos (IATA: ALQ, ICAO: SSLT) está localizado próximo à rodovia federal BR-290, km 591, servindo o município gaúcho de Alegrete. O acesso de 1,2 km entre a BR 290 e o terminal de passageiros é pavimentado.
Suas coordenadas são as seguintes: 29°48'42.01"S de latitude e 55°53'41.54"W de longitude. Possui uma pista de 1200 m x 18 m, pavimentada e sinalizada e balizamento noturno a ser instalado em breve. No mesmo sítio está o Aeroclube de Alegrete.
O terminal de passageiros possui em torno de 600 m² e apresenta em seu interior belíssimos murais do artista alegretense Paulo Houayek (in memorian).
Desde 2022 a empresa Azul Conecta faz voos entre Porto Alegre - Alegrete - atualmente voando às quintas-feiras e sábados.